# Giuseppe Rosati (Regisseur)
Giuseppe Rosati (* 1923 in Neapel) ist ein italienischer Filmregisseur und Drehbuchautor.
Rosati wirkte ab 1963 als Produktionsleiter und Regieassistent. Zwischen 1969 und 1978 inszenierte er – den letzten unter dem Pseudonym Aaron Leviathan – sechs Unterhaltungsfilme solider Machart und ordentlicher Produktionsbedingungen. Vier davon gehörten dem Genre des Poliziottesco an.

## Filmografie
- 1969: Scacco internazionale
- 1973: Vier Teufelskerle (Campa carogna… la taglia cresce)
- 1974: Der Zeuge muß schweigen (Il testimone deve tacere)
- 1975: Die linke Hand des Gesetzes (La polizia interviene: ordine di uccidere)
- 1976: Stadt in Panik (Paura in città)
- 1978: Eine mörderische Karriere (Indagine su un delitto perfetto)